# Фельдман, Мирослав
Миро́слав Фельдман (1899—1976) — хорватский драматург и поэт.
Мирослав Фельдман родился в Вировитице в еврейской семье. В молодости был сторонником сионизма, затем придерживался коммунистических взглядов. Учился медицине в Загребе и Вене. Работал врачом. В годы Второй мировой войны служил в рядах югославских партизан медиком при армейском корпусе.
Пьесы ставились в Хорватском Национальном театре в Загребе:
- «Поездка» (1927)
- «Заяц» (1933). Реж. Альфонсо Верли.
- «Профессор Жич» (1935). Реж. К. Месарич.
- «На углу» (1936)
- «Серна» (1939)
- «В тылу» (1939)
- «Из мрака» (написана 1940 в году, была запрещена; поставлена в 1946 году)
- «Придет день» (1947; поставлена в 1951 году)